# Tallink
Die AS Tallink Grupp ist ein estnisches Schifffahrtsunternehmen, das außerdem vier Hotels in Tallinn und ein Handelsunternehmen, das den On-Board-Verkauf von Lebens- und Luxusmitteln organisiert und durchführt, betreibt. Tallink ist eine der größten Fährgesellschaften in der Ostsee. Außerdem unterhält Tallink in der estnischen Hauptstadt Tallinn ein Taxiunternehmen mit dem Namen „Tallink Takso“.
Die Fährschiffe bedienen verschiedene Routen, insbesondere die Strecke Tallinn – Helsinki. Zur Tallink Grupp gehört auch die Marke „Silja Line“ (betrieben durch Tallink Silja Oy). AS Tallink Grupp ist seit Dezember 2005 an der Tallinner Börse gelistet. Größter Anteilseigner ist die im Besitz von Enn Pant, Kalev Järvelill und Ain Hanschmidt befindliche Investmentgesellschaft 'Infortar'.

## Geschichte
Die Geschichte der heutigen Tallink geht zurück auf das Jahr 1965. In diesem Jahr startete die ESCO den Schiffstransfer von Passagieren zwischen Helsinki und Tallinn mit der Vanemuine. Ein regulärer, ganzjähriger Verkehr wurde im Jahr 1968 mit dem Schiff Tallinn etabliert, mit dem die Route bis zu dessen Ersetzung durch die Georg Ots im Jahr 1980 bedient wurde.
Im Mai 1989 gründete ESCO mit der finnischen Palkkiyhtymä Oy die estnische Tochtergesellschaft Laevandusühisettevõte Tallink. Im folgenden Dezember kaufte das neue Unternehmen das Schiff Scandinavian Sky von SeaEscape und nahm den Verkehr zwischen Helsinki und Tallinn im Januar 1990 mit dem in Tallink umbenannten Schiff auf. Im gleichen Jahr kam der Frachter Transestonia auf dieser Route hinzu. ESCO bediente zur gleichen Zeit die Route weiterhin mit ihrem Schiff Georg Ots. Der Konkurrenzkampf zwischen der Konzernmutter ESCO und der Tochtergesellschaft Tallink wurde im September 1991 gelöst, als ESCO die Georg Ots an Tallink vercharterte. In den frühen 1990er Jahren nahm die Zahl der Passagiere auf der Route Helsinki–Tallinn kontinuierlich zu, sodass Tallink zwischen Dezember 1992 und Dezember 1995 die Saint Patrick II von Irish Ferries charterte und somit die Kapazität auf der Route erweiterte.

Tallink-Zentrale bei Nacht

Im Jahr 1993 wurde Tallink ein rein estnisches Unternehmen: Palkkiyhtymä verkaufte die Anteile an der Firma Tallink und am Schiff Tallink an ESCO. Zur gleichen Zeit etablierten sich weitere Firmen auf der Strecke Helsinki – Tallinn, wie die „Estonian New Line“ der in Tallinn ansässigen Firma Inreko. Im Januar 1994 fusionierten die Firmen Tallink und Inreko Laeva AS zur AS Ermine. Der Name „Tallink“ wurde als Markenname für die Flotte beibehalten.
Im selben Jahr kaufte Inreko die Nord Estonia von EstLine (einer Tochtergesellschaft von ESCO und der schwedischen Nordström & Thulin AB), benannte sie in Vana Tallinn um und nahm sie für Tallink auf der Route Helsinki – Tallinn in Betrieb. Gleichzeitig kaufte Inreko zwei schnelle Tragflächenboote, die Liisa und die Laura, die sie unter dem Markennamen „Tallink Express“ auf der Strecke in Dienst stellten. 1994 versuchte Tallink mit den gecharterten Fähren Balanga Queen und Ambassador II einen Verkehr nach Deutschland (Route Helsinki – Tallinn – Travemünde) aufzubauen.
Im September 1994 wurden die Aktivitäten von AS Ermine in zwei Firmen aufgeteilt. Eine war für den Deutschlandverkehr zuständig, wurde allerdings bald darauf geschlossen. Die andere war die AS Hansatee, die den Helsinki–Tallinn-Verkehr und die Marke Tallink übernahm. 45 % von AS Hansatee wurden von ESCO kontrolliert, Inreko besaß 12,75 % der Anteile, weitere 42,25 % gehörten der Estnischen Bank Ühispank. Die erste Großfähre wurde 1995 auf der Strecke in Betrieb genommen: AS Hansatee charterte die Mare Baltikum von EstLine und benannte sie in Meloodia um. Infolge einiger Streitigkeiten zwischen Inreko und ESCO (zumeist über die Charterpreise für die Vana Tallinn) verkaufte Inreko seine Anteile an ESCO im Dezember 1996. Gleichzeitig verkaufte Inreko die Tallink-Express-Tragflächenboote an Linda Lines (Estland) und bediente die Route Helsinki – Tallinn mit der Vana Tallinn unter der Marke „TH Ferries“.
1997 charterte das Unternehmen die zweite Großfähre, die Normandy von Stena Line. Um die verlorenen Tragflächenboote zu ersetzen, kaufte AS Hansatee im Mai 1997 einen neuen Express-Katamaran, den sie auf Tallink Express taufte.
Die Passagierzahlen machten klar, dass zwei Großfähren für den Verkehr nötig waren, und so kaufte Tallink im Dezember 1997 mit dem Auslaufen des Chartervertrages für die Normandy die Lion King von Stena Line, die im Februar 1998 als Fantaasia für Tallink in Dienst gestellt wurde. Im Juli desselben Jahres kaufte Tallink den Frachter Kapella, mit dem die Strecke von Paldiski nach Kapellskär eröffnet wurde, die erste schwedische Strecke des estnischen Unternehmens. Im Oktober 1998 musste die Tallink verkauft werden, da sie den neuen Sicherheitsbestimmungen nicht mehr genügte. Zwei Monate später kaufte AS Hansatee die erste Schnellfähre, die in der Lage war, auch Fahrzeuge zu befördern, die Tallink AutoExpress.
In der Zwischenzeit wurde EstLine von ESCO komplett übernommen und im Dezember 2000 wurden beide Schiffe von EstLine, die Regina Baltica und die Baltic Kristina, an AS Hansatee verchartert; die Schiffe bedienten weiterhin die Strecke zwischen Tallinn und Stockholm, jetzt aber unter der Marke Tallink. Bereits im August 2000 bestellte AS Hansatee ihren ersten Schiffsneubau bei der finnischen Firma Aker Finnyards. Im Juni 2001 kaufte Tallink die Tallink AutoExpress II, während im Juli 2001 EstLine für bankrott erklärt wurde.
2002 benannte sich die AS Hansatee in AS Tallink Grupp um. Im Mai 2002 übernahm die Firma die neue Kreuzfahrtfähre Romantika (Kapazität: 2500 Passagiere), die sie auf der Strecke Helsinki – Tallinn in Dienst stellte. Im November 2002 wurde die Georg Ots an die russische Regierung verkauft.
2004 kamen weitere Schiffe zur Tallink-Flotte hinzu, die Tallink AutoExpress 3 und die Tallink AutoExpress 4 (Tallinn – Helsinki) sowie das Schwesterschiff der Romantika, die Victoria I, die auf der Strecke Tallinn – Stockholm die Fantaasia ablöste. Diese wiederum übernahm die Route Helsinki – Tallinn – Sankt Petersburg, die aber im Januar 2005 wegen Unrentabilität eingestellt wurde.
2004 bestellte Tallink die Galaxy bei den Aker Finnyards sowie 2005 das Schwesterschiff Baltic Princess. 2005 wurde zudem die Superstar bei Fincantieri in Italien bestellt.
Ende 2005 erfolgte der Börsengang von Tallink.
2006 kaufte Tallink das Baltikum-Geschäft der Superfast Ferries. Die Schiffe wurden in Lizenz weiterhin unter der Make Superfast Ferries betrieben. Zudem eröffnete Tallink 2006 eine Route von Riga nach Stockholm, die zunächst von der Fantasia, später von der Regina Baltica bedient wurde. 2006 wurde außerdem die Galaxy abgeliefert und ersetzte die Romantika, während diese die Route Tallinn – Stockholm übernahm.
Weiterhin übernahm Tallink den Konkurrenten Silja Line von Sea Containers Ltd. Im Oktober 2006 äußerte die Firma Interesse an den staatlich subventionierten Strecken zwischen Gotland und dem schwedischen Festland für den Zeitraum 2009 bis 2015.
2007 wurden die ehemaligen Superfast-Fähren unter die Marke Tallink gestellt und ihre Route wurde erweitert (Tallinn – Helsinki – Rostock). Außerdem wurde die Meloodia für zehn Monate an Balearia (Spanien) verchartert.
Im August 2011 stellte Tallink die Route Tallinn – Helsinki – Rostock ein und vercharterte die ehemaligen Superfast-Fähren fortan an die Stena Line. 2017 wurden beide Schiffe an Stena Line verkauft.
Am 24. Januar 2017 wurde von Meyer Turku die Megastar abgeliefert, die die Superstar auf der Route Tallinn – Helsinki ablöste.
Im Oktober 2018 bestellte Tallink bei Rauma Marine Constructions unter Vorbehalt ein Schwesterschiff der Megastar. Die Bestellung wurde im März 2019 in eine Festbestellung umgewandelt. Die Kosten für das Schiff, das den Namen MyStar bekam, sollten 250 Millionen Euro betragen. Am 12. August 2021 schwamm der Neubau im Baudock auf. Das Schiff wurde im Dezember 2022 abgeliefert.
Im Jahr 2019 wurden insgesamt 9,763 Millionen Fahrgäste befördert (2018: 9,757 Mio.; 2017: 9,756 Mio.), der Umsatz betrug 949,1 Millionen Euro (2018: 949,7 Mio. Euro; 2017: 967,0 Mio. Euro).

## Strecken und Flotte

### Routen und eingesetzte Schiffe (Silja Line)
| Schiff          | Bild | Schiffstyp | Baujahr | Im Dienst bei Silja Line | Vermessung | Passagiere | Geschwindigkeit in Knoten | Route                                 | Flagge   |
| --------------- | ---- | ---------- | ------- | ------------------------ | ---------- | ---------- | ------------------------- | ------------------------------------- | -------- |
| Silja Serenade  |      | Fähre      | 1990    | seit 1990                | 58.376 BRZ | 2.852      | 23,0                      | Helsinki – Mariehamn – Stockholm      | Finnland |
| Silja Symphony  |      | Fähre      | 1991    | seit 1991                | 58.376 BRZ | 2.852      | 23,0                      | Helsinki – Mariehamn – Stockholm      | Schweden |
| Baltic Princess |      | Fähre      | 2008    | seit 2013                | 48.915 BRZ | 2.800      | 24,5                      | Turku – Mariehamn/Långnäs – Stockholm | Finnland |

### Routen und eingesetzte Schiffe (Tallink)
| Schiff       | Bild | Schiffstyp   | Baujahr | Im Dienst bei Tallink | Vermessung | Passagiere | Geschwindigkeit in Knoten | Route                           | Flagge  |
| ------------ | ---- | ------------ | ------- | --------------------- | ---------- | ---------- | ------------------------- | ------------------------------- | ------- |
| MyStar       |      | Schnellfähre | 2022    | seit 2022             | 50.629 BRZ | 2.800      | 27,0                      | Tallinn – Helsinki              | Estland |
| Megastar     |      | Schnellfähre | 2017    | seit 2017             | 49.134 BRZ | 2.800      | 27,0                      | Tallinn – Helsinki              | Estland |
| Victoria I   |      | Fähre        | 2004    | seit 2004             | 40.975 BRZ | 2.500      | 22,0                      | Tallinn – Helsinki              | Estland |
| Baltic Queen |      | Fähre        | 2009    | seit 2009             | 48.915 BRZ | 2.800      | 24,5                      | Tallinn – Mariehamn – Stockholm | Estland |
| Superfast IX |      | Schnellfähre | 2002    | seit 2006             | 30.285 BRZ | 962        | 28,9                      | Paldiski – Kapellskär           | Estland |
| Sailor       |      | RoRo-Schiff  | 1987    | seit 2020             | 20.921 BRZ | 119        | 20,5                      | Paldiski – Kapellskär           | Estland |
| Regal Star   |      | RoRo-Schiff  | 2000    | seit 2004             | 15.281 BRZ | 100        | 18,0                      | Paldiski – Kapellskär           | Estland |

## Vercharterte Schiffe
| Schiff       | Bild | Schiffstyp   | Baujahr | Vermessung | Passagiere | Geschwindigkeit in Knoten | Route                         | Notizen | Flagge   |
| ------------ | ---- | ------------ | ------- | ---------- | ---------- | ------------------------- | ----------------------------- | --- | -------- |
| Galaxy I     |      | Fähre        | 2006    | 48.915 BRZ | 2.800      | 22,0                      | -                             | Nutzung als Flüchtlingsunterkunft in Amsterdam                                                                                                  | Lettland |
| Star         |      | Schnellfähre | 2007    | 36.249 BRZ | 2.080      | 27,0                      | Holyhead – Dublin – Cherbourg | Juni 2023 bis Februar 2029 mit Kaufoption an Irish Ferries verchartert, als Oscar Wilde in Fahrt                                                | Zypern   |
| Romantika    |      | Fähre        | 2002    | 40.803 BRZ | 2.500      | 22,0                      |                               | Ab Ende Mai für neun Monate mit Verlängerungsoption um zweimal sechs Monate mit technischer Besatzung an die Madar Maritime Company verchartert | Lettland |
| Silja Europa |      | Fähre        | 1993    | 59.914 BRZ | 3.750      | 21,5                      |                               | Nutzung als Flüchtlingsunterkunft in Rotterdam                                                                                                  | Estland  |

### Ehemalige Schiffe
| Schiff                          | Baujahr | Im Dienst bei Tallink | Vermessung | Verbleib |
| ------------------------------- | ------- | --------------------- | ---------- | --- |
| Tallink                         | 1972    | 1989–1996             | 10 341 GT  | Abbruch in Alang, Indien, im Jahr 2005.                                                                                   |
| Transestonia                    | 1972    | 1990–2000             | 2 386 GT   | Abbruch in Alang, Indien, im Jahr 2006.                                                                                   |
| Saint Patrick II                | 1973    | 1992–1995             | 7 984 GT   | Abbruch in Alang, Indien, im Jahr 2024.                                                                                   |
| Georg Ots                       | 1980    | 1993–2000             | 12 549 GT  | Abbruch in China, im Jahr 2014.                                                                                           |
| Apollo (vermarktet als Linda 1) | 1970    | 1994 1998             | 4 238 GT   | Abbruch in Aliağa, Türkei, im Jahr 2021.                                                                                  |
| Balanga Queen                   | 1968    | 1994                  | 10 448 GT  | Abbruch in Chittagong, Bangladesch, im Jahr 2012.                                                                         |
| Ambassador II                   | 1970    | 1994                  | 7 993 GT   | Abbruch in New Orleans, Louisiana, im Jahr 2011.                                                                          |
| Meloodia                        | 1979    | 1996–2006             | 17 955 GT  | Abbruch in Alang, Indien, im Jahr 2021.                                                                                   |
| Tallink Express I               | 1989    | 1997–2001             | 430 GT     | |
| Normandy                        | 1981    | 1997                  | 17 043 GT  | Abbruch in Alang, Indien, im Jahr 2012.                                                                                   |
| Fantaasia                       | 1979    | 1997–2006             | 10 604 GT  | Seit 2017 als Rigel III für Ventouris Ferries im Einsatz.                                                                 |
| Kapella                         | 1974    | 1998–2012             | 7 564 GT   | Abbruch in Aliağa, Türkei, im Jahr 2021.                                                                                  |
| Baltic Kristina                 | 1973    | 2000–2002             | 12 281 GT  | Abbruch in Alang, Indien, im Jahr 2021.                                                                                   |
| Tallink Autoexpress             | 1996    | 1999–2006             | 5 308 GT   | |
| Tallink AutoExpress 2           | 1997    | 2001–2007             | 5 307 GT   | |
| Tallink Autoexpress 3           | 1997    | 2004–2007             | 3 971 GT   | |
| Tallink Autoexpress 4           | 1996    | 2004–2007             | 3 971 GT   | |
| Vana Tallinn                    | 1974    | 1994–2011             | 10 000 GT  | Abbruch in Aliağa, Türkei, im Jahr 2014.                                                                                  |
| Regina Baltica                  | 1980    | 2001–2009             | 13 878 GT  | Seit 2010 als Regina Baltica für Baleària im Einsatz.                                                                     |
| Superfast VII                   | 2001    | 2006–2011             | 30 285 GT  | Verkauft an Stena Line, die das Schiff unter dem Namen Stena Superfast VII auf der Strecke Belfast – Cairnryan einsetzt.  |
| Superfast VIII                  | 2001    | 2006–2011             | 30 285 GT  | Verkauft an Stena Line, die das Schiff unter dem Namen Stena Superfast VIII auf der Strecke Belfast – Cairnryan einsetzt. |
| Baltic Princess                 | 2008    | 2008–2013             | 48 915 GT  | Fährt seit 2013 für Silja Line.                                                                                           |
| Silja Festival                  | 1986    | 2008–2015             | 34 414 GT  | Seit 2015 als Mega Andrea für Corsica Ferries – Sardinia Ferries im Einsatz.                                              |
| Superstar                       | 2008    | 2008–2017             | 36 400 GT  | Seit 2017 als Pascal Lota für Corsica Ferries – Sardinia Ferries im Einsatz.                                              |
| Sea Wind                        | 1972    | 2008–2022             | 15 587 GT  | |
| Isabelle                        | 1989    | 2013–2024             | 35 134 GT  | Verkauft an die Notamare Shipping Company in Kanada. Neuer Name Isabelle X unter kanadischer Flagge.                      |

## Unternehmensleitung

### Aufsichtsrat
- Toivo Ninnas, Vorsitzender, * 1940, Mitglied seit 1997
- Eve Pant, * 1968, Mitglied seit 1998
- Lauri Kustaa Äimä, * 1971, Mitglied seit 2002
- Sunil Kumar Nair, * 1966, Mitglied seit 2004
- Ain Hanschmidt, * 1961, Mitglied seit 2005
- Kalev Järvelill, * 1965, Mitglied seit 2007

### Vorstand
- Enn Pant, Vorsitzender, * 1965, Mitglied seit 1996
- Keijo Mehtonen, * 1949, Mitglied seit 1998
- Andres Hunt, * 1966, Mitglied seit 2002
- Lembit Kitter, Mitglied seit 2006